# Erandio
Erandio város Spanyolországban,  Bizkaia tartományban. Erandio Bilbao, Barakaldo, Leioa, Guecho, Berango, Urduliz, Laukiz, Loiu, Sondika és Sestao községekkel határos. Lakosainak száma 24 662 fő (2024).

## Népesség
A település népessége az utóbbi években az alábbiak szerint változott:
| Lakosok száma | 22 729 | 23 104 | 23 960 | 24 262 | 24 326 | 24 311 | 24 056 | 24 350 | 24 446 | 24 662 |
|               | 2001   | 2004   | 2007   | 2009   | 2012   | 2014   | 2017   | 2019   | 2022   | 2024   |